# 1046

## Evenimente
- Papa Grigore al VI-lea este acuzat de simonie la Consiliul de la Sutri și abdică ca papă.

## Înscăunări
- 4 iunie: Henric al III-lea al Sfântului Imperiu Roman (1046-1056)
- Clement al II-lea devine cel de-al doilea papă german (1046-1047)

## Nașteri
- Matilda de Toscana, nobilă italiană (d. 1115)

## Decese
- Sfântul Gerard, misionar în Ungaria (n. 980)